# Miami Heat 2017-2018
La stagione 2017-2018 dei Miami Heat è stata la 30ª stagione della franchigia nella NBA.

## Draft
| Giro | Scelta | Giocatore   | Ruolo | Nazionalità | Università/Squadra |
| ---- | ------ | ----------- | ----- | ----------- | ------------------ |
| 1    | 14     | Bam Adebayo | AG    | Stati Uniti | Kentucky           |

## Roster
| \| Pos. \| Num. \| Naz. \| Nome \| Altezza \| Peso \| Data nascita \| Provenienza \| \| ----- \| ---- \| ---------------------- \| ----------------------- \| ------- \| ------ \| ------------ \| ----------------- \| \| AG/C \| 13 \| Stati Uniti (bandiera) \| Adebayo, Bam \| 208 cm \| 116 kg \| 18-07-1997 \| Kentucky \| \| AP/AG \| 22 \| Stati Uniti (bandiera) \| Babbitt, Luke \| 206 cm \| 102 kg \| 20-06-1989 \| Nevada \| \| P/G \| 7 \| Slovenia (bandiera) \| Dragić, Goran (C) \| 191 cm \| 86 kg \| 06-05-1986 \| Slovenia \| \| G \| 2 \| Stati Uniti (bandiera) \| Ellington, Wayne \| 196 cm \| 91 kg \| 29-11-1987 \| Carolina del Nord \| \| AG \| 40 \| Stati Uniti (bandiera) \| Haslem, Udonis (C) \| 203 cm \| 107 kg \| 09-06-1980 \| Florida \| \| AP/AG \| 16 \| Stati Uniti (bandiera) \| Johnson, James (C) \| 203 cm \| 109 kg \| 20-02-1987 \| Wake Forest \| \| P/G \| 8 \| Stati Uniti (bandiera) \| Johnson, Tyler \| 193 cm \| 86 kg \| 07-05-1992 \| Fresno State \| \| G/AP \| 5 \| Stati Uniti (bandiera) \| Jones Jr., Derrick (TW) \| 201 cm \| 91 kg \| 15-02-1997 \| UNLV \| \| G/AP \| 17 \| Stati Uniti (bandiera) \| McGruder, Rodney (GL) \| 193 cm \| 91 kg \| 29-07-1991 \| Kansas State \| \| AG/C \| 25 \| Stati Uniti (bandiera) \| Mickey, Jordan \| 203 cm \| 107 kg \| 09-07-1994 \| LSU \| \| AG/C \| 9 \| Canada (bandiera) \| Olynyk, Kelly \| 213 cm \| 111 kg \| 14-09-1991 \| Gonzaga \| \| G \| 0 \| Stati Uniti (bandiera) \| Richardson, Josh \| 198 cm \| 91 kg \| 15-09-1993 \| Tennessee \| \| G \| 3 \| Stati Uniti (bandiera) \| Wade, Dwyane \| 193 cm \| 100 kg \| 17-01-1982 \| Marquette \| \| G \| 11 \| Stati Uniti (bandiera) \| Waiters, Dion \| 193 cm \| 98 kg \| 10-12-1991 \| Syracuse \| \| P \| 14 \| Stati Uniti (bandiera) \| Walton, Derrick (TW GL) \| 185 cm \| 84 kg \| 03-04-1995 \| Michigan \| \| C \| 21 \| Stati Uniti (bandiera) \| Whiteside, Hassan \| 213 cm \| 120 kg \| 13-06-1989 \| Marshall \| \| AP \| 20 \| Stati Uniti (bandiera) \| Winslow, Justise \| 201 cm \| 102 kg \| 26-03-1996 \| Duke \| | Allenatore - Erik Spoelstra Assistente/i - Dan Craig - Juwan Howard - Octavio De La Grana - Chris Quinn Legenda - (C) Capitano - (FA) Free agent - (S) Sospeso - (TW) Contratto Two-way - (GL) Assegnato a squadra G League affiliata - Infortunato Roster • Transazioni · Ultima transazione: 8 febbraio 2018 |                        |                         |         |        |              |                   |
| Pos. | Num. | Naz.                   | Nome                    | Altezza | Peso   | Data nascita | Provenienza       |
| AG/C | 13 | Stati Uniti (bandiera) | Adebayo, Bam            | 208 cm  | 116 kg | 18-07-1997   | Kentucky          |
| AP/AG | 22 | Stati Uniti (bandiera) | Babbitt, Luke           | 206 cm  | 102 kg | 20-06-1989   | Nevada            |
| P/G | 7 | Slovenia (bandiera)    | Dragić, Goran (C)       | 191 cm  | 86 kg  | 06-05-1986   | Slovenia          |
| G | 2 | Stati Uniti (bandiera) | Ellington, Wayne        | 196 cm  | 91 kg  | 29-11-1987   | Carolina del Nord |
| AG | 40 | Stati Uniti (bandiera) | Haslem, Udonis (C)      | 203 cm  | 107 kg | 09-06-1980   | Florida           |
| AP/AG | 16 | Stati Uniti (bandiera) | Johnson, James (C)      | 203 cm  | 109 kg | 20-02-1987   | Wake Forest       |
| P/G | 8 | Stati Uniti (bandiera) | Johnson, Tyler          | 193 cm  | 86 kg  | 07-05-1992   | Fresno State      |
| G/AP | 5 | Stati Uniti (bandiera) | Jones Jr., Derrick (TW) | 201 cm  | 91 kg  | 15-02-1997   | UNLV              |
| G/AP | 17 | Stati Uniti (bandiera) | McGruder, Rodney (GL)   | 193 cm  | 91 kg  | 29-07-1991   | Kansas State      |
| AG/C | 25 | Stati Uniti (bandiera) | Mickey, Jordan          | 203 cm  | 107 kg | 09-07-1994   | LSU               |
| AG/C | 9 | Canada (bandiera)      | Olynyk, Kelly           | 213 cm  | 111 kg | 14-09-1991   | Gonzaga           |
| G | 0 | Stati Uniti (bandiera) | Richardson, Josh        | 198 cm  | 91 kg  | 15-09-1993   | Tennessee         |
| G | 3 | Stati Uniti (bandiera) | Wade, Dwyane            | 193 cm  | 100 kg | 17-01-1982   | Marquette         |
| G | 11 | Stati Uniti (bandiera) | Waiters, Dion           | 193 cm  | 98 kg  | 10-12-1991   | Syracuse          |
| P | 14 | Stati Uniti (bandiera) | Walton, Derrick (TW GL) | 185 cm  | 84 kg  | 03-04-1995   | Michigan          |
| C | 21 | Stati Uniti (bandiera) | Whiteside, Hassan       | 213 cm  | 120 kg | 13-06-1989   | Marshall          |
| AP | 20 | Stati Uniti (bandiera) | Winslow, Justise        | 201 cm  | 102 kg | 26-03-1996   | Duke              |

## Classifiche

### Southeast Division
| Southeast Division | Southeast Division | Southeast Division | Southeast Division | Southeast Division | Southeast Division | Southeast Division | Southeast Division | Southeast Division |
| Squadra            | V                  | S                  | V%                 | PR                 | Casa               | Trasf              | Div                | PG                 |
| ------------------ | ------------------ | ------------------ | ------------------ | ------------------ | ------------------ | ------------------ | ------------------ | ------------------ |
| y – Miami Heat     | 44                 | 38                 | .537               | 15,0               | 26–15              | 18–23              | 11–5               | 82                 |
| x – Wash. Wizards  | 43                 | 39                 | .524               | 16,0               | 23–18              | 20–21              | 8–8                | 82                 |
| Charlotte Hornets  | 36                 | 46                 | .439               | 23,0               | 21–20              | 15–26              | 11–5               | 82                 |
| Orlando Magic      | 25                 | 57                 | .305               | 34,0               | 17–24              | 8–33               | 4–11               | 82                 |
| Atlanta Hawks      | 24                 | 58                 | .293               | 35,0               | 16–25              | 8–33               | 5–11               | 82                 |

### Eastern Conference
| Eastern Conference | Eastern Conference        | Eastern Conference | Eastern Conference | Eastern Conference | Eastern Conference | Eastern Conference |
| #                  | Squadra                   | V                  | S                  | V%                 | PR                 | PG                 |
| ------------------ | ------------------------- | ------------------ | ------------------ | ------------------ | ------------------ | ------------------ |
| 1                  | c – Toronto Raptors *     | 59                 | 23                 | .720               | –                  | 82                 |
| 2                  | x – Boston Celtics        | 55                 | 27                 | .671               | 4,0                | 82                 |
| 3                  | x – Philadelphia 76ers    | 52                 | 30                 | .634               | 7,0                | 82                 |
| 4                  | y – Cleveland Cavaliers * | 50                 | 32                 | .610               | 9,0                | 82                 |
| 5                  | x – Indiana Pacers        | 48                 | 34                 | .585               | 11,0               | 82                 |
| 6                  | y – Miami Heat *          | 44                 | 38                 | .537               | 15,0               | 82                 |
| 7                  | x – Milwaukee Bucks       | 44                 | 38                 | .537               | 15,0               | 82                 |
| 8                  | x – Wash. Wizards         | 43                 | 39                 | .524               | 16,0               | 82                 |
|                    |                           |                    |                    |                    |                    |                    |
| 9                  | Detroit Pistons           | 39                 | 43                 | .476               | 20,0               | 82                 |
| 10                 | Charlotte Hornets         | 36                 | 46                 | .439               | 23,0               | 82                 |
| 11                 | N.Y. Knicks               | 29                 | 53                 | .354               | 30,0               | 82                 |
| 12                 | Brooklyn Nets             | 28                 | 54                 | .341               | 31,0               | 82                 |
| 13                 | Chicago Bulls             | 27                 | 55                 | .329               | 32,0               | 82                 |
| 14                 | Orlando Magic             | 25                 | 57                 | .305               | 34,0               | 82                 |
| 15                 | Atlanta Hawks             | 24                 | 58                 | .293               | 35,0               | 82                 |

## Calendario e risultati

### Playoff

#### Primo turno

##### (6) Miami Heat – (3) Philadelphia 76ers
| Playoffs 2018                                | Playoffs 2018                                | Playoffs 2018                                | Playoffs 2018                                | Playoffs 2018                                | Playoffs 2018                                | Playoffs 2018                                | Playoffs 2018                                | Playoffs 2018                                |
| Primo turno: 1–4 (Casa: 0–2; Trasferta: 1–2) | Primo turno: 1–4 (Casa: 0–2; Trasferta: 1–2) | Primo turno: 1–4 (Casa: 0–2; Trasferta: 1–2) | Primo turno: 1–4 (Casa: 0–2; Trasferta: 1–2) | Primo turno: 1–4 (Casa: 0–2; Trasferta: 1–2) | Primo turno: 1–4 (Casa: 0–2; Trasferta: 1–2) | Primo turno: 1–4 (Casa: 0–2; Trasferta: 1–2) | Primo turno: 1–4 (Casa: 0–2; Trasferta: 1–2) | Primo turno: 1–4 (Casa: 0–2; Trasferta: 1–2) |
| Partita                                      | Data                                         | Avversario                                   | Punteggio                                    | Più punti                                    | Più rimbalzi                                 | Più assist                                   | Spettatori                                   | Serie                                        |
| -------------------------------------------- | -------------------------------------------- | -------------------------------------------- | -------------------------------------------- | -------------------------------------------- | -------------------------------------------- | -------------------------------------------- | -------------------------------------------- | -------------------------------------------- |
| 1                                            | 14 aprile                                    | @ Philadelphia 76ers                         | S 103–130                                    | Kelly Olynyk (26)                            | Olynyk, Winslow (7)                          | Justise Winslow (5)                          | Wells Fargo Center 20.617                    | 0–1                                          |
| 2                                            | 16 aprile                                    | @ Philadelphia 76ers                         | V 113–103                                    | Dwyane Wade (28)                             | Johnson, Wade (7)                            | Kelly Olynyk (6)                             | Wells Fargo Center 20.753                    | 1–1                                          |
| 3                                            | 19 aprile                                    | Philadelphia 76ers                           | S 108–128                                    | Goran Dragić (23)                            | Justise Winslow (10)                         | Goran Dragić (8)                             | American Airlines Arena 19.812               | 1–2                                          |
| 4                                            | 21 aprile                                    | Philadelphia 76ers                           | S 102–106                                    | Dwyane Wade (25)                             | Hassan Whiteside (13)                        | Josh Richardson (7)                          | American Airlines Arena 19.804               | 1–3                                          |
| 5                                            | 24 aprile                                    | @ Philadelphia 76ers                         | S 91–104                                     | Kelly Olynyk (18)                            | Kelly Olynyk (8)                             | Kelly Olynyk (7)                             | Wells Fargo Center 21.171                    | 1–4                                          |

## Mercato

### Free Agency

#### Prolungamenti contrattuali
| Giocatore     | Contratto                       |
| ------------- | ------------------------------- |
| Dion Waiters  | 4 anni – 52 milioni di dollari  |
| James Johnson | 4 anni – 60 milioni di dollari  |
| Udonis Haslem | 1 anno – 2,3 milioni di dollari |

#### Acquisti
| Giocatore      | Contratto                       | Provenienza         |
| -------------- | ------------------------------- | ------------------- |
| Kelly Olynyk   | 4 anni – 51 milioni di dollari  | Boston Celtics      |
| Derrick Walton | Contratto Two-way               | Michigan Wolverines |
| Matt Williams  | Contratto Two-way               | UCF Knights         |
| Jordan Mickey  | 2 anni – 3 milioni di dollari   | Boston Celtics      |
| Larry Drew II  | 1 anni – 1,3 milioni di dollari | S. Falls Skyforce   |

#### Cessioni
| Giocatore  | Motivo     | Nuova squadra |
| ---------- | ---------- | ------------- |
| Chris Bosh | Rilasciato |               |

### Scambi
| 7 luglio 2017   | Miami HeatA.J. Hammons | Dallas MavericksJosh McRoberts Futura scelta 2º giro Draft Cash considerations |
| 7 febbraio 2018 | Miami HeatDwyane Wade  | Cleveland CavaliersScelta 2º giro Draft 2024                                   |